# Caspiobdella caspica
Caspiobdella caspica är en ringmaskart som först beskrevs av Selensky 1915.  Caspiobdella caspica ingår i släktet Caspiobdella och familjen fiskiglar. Inga underarter finns listade i Catalogue of Life.